# Lānaʻihale
Lānaʻihale – najwyższy szczyt wyspy Lānaʻi. Znajduje się w południowo-wschodniej części wyspy i wznosi na wysokość 1021 m n.p.m.
Jest to szczyt wygasłego wulkanu tarczowego tworzącego wyspę. Wulkan był aktywny w plejstocenie i powstał wskutek aktywności trzech stref ryftowych, z których wydobywała się lawa. Datowanie metodą potasowo-argonową lawy bazaltowej wskazało wiek 1,28 ± 0,4 miliona lat.